# Росси, Пьетро

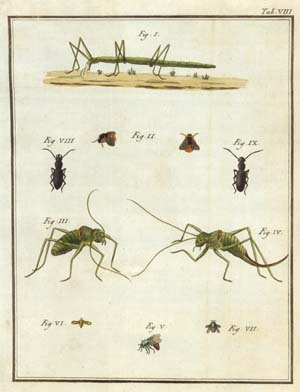
Иллюстрация из Fauna etrusca (1790)

Пьетро Росси (итал. Pietro Rossi, 1738—1804) — итальянский естествоиспытатель и энтомолог.

## Биография
Академическая карьера Росси началась в Университете Пизы. Здесь в 1759 году он стал доктором философии и медицины, затем с 1763 по 1801 годы он в качестве профессора преподавал логику, прежде чем в 1801 году он получил кафедру естествознания со специальностью энтомология, благодаря которой сегодня его часто называют первым профессором энтомологии. Его публикации в этой области, особенно «Fauna etrusca» (1790) и «Mantissa insectorum» (1792), считаются новаторскими в энтомологии. Они и сегодня по таксономии и биологической номенклатуре сохранили своё научное значение. Значительная часть его коллекции находилась время от времени в собственности Иоганна Кристиана Людвига Гельвига в Брауншвейге и находится сегодня в Музее естествознания Университета им. Гумбольдта в Берлине.
В 1790 году Росси опубликовал два тома «Fauna etrusca», в которых описал наземных членистоногих, собранных в Тоскане. Росси описал более 500 новых видов паукообразных и насекомых. После смерти его энтомологическая коллекция была приобретена Музеем естественной истории Милана.
В 1793 году Росси был избран иностранным членом Шведской королевской академии наук.

## Труды
- Fauna Etrusca: sistens insecta quae in Provinciis Florentina et Pisana praesertim collegit. 2 тома, Livorno 1790